# Ster Elektrotoer 2002
Lo Ster Elektrotoer 2002, sedicesima edizione della corsa, si svolse dall'11 al 15 settembre su un percorso di 895 km ripartiti in 6 tappe, con partenza da Eindhoven e arrivo a Schijndel. Fu vinto dall'olandese Bart Voskamp della squadra Bankgiroloterij-Batavus davanti ai connazionali Bram Schmitz e Michael Boogerd.

## Tappe
| Tappa  | Data         | Percorso                                    | km    | Vincitore di tappa | Leader cl. generale |
| ------ | ------------ | ------------------------------------------- | ----- | ------------------ | ------------------- |
| 1ª     | 11 settembre | Eindhoven > Boxmeer                         | 188,4 | Bobbie Traksel     | Gerben Löwik        |
| 2ª     | 12 settembre | Boxmeer > Sint-Michielsgestel               | 207,7 | Rudi Kemna         | Gerben Löwik        |
| 3ª     | 13 settembre | Valkenburg > Valkenburg                     | 116,2 | Bart Voskamp       | Bart Voskamp        |
| 4ª     | 13 settembre | Valkenburg > Valkenburg (cron. individuale) | 10,3  | Bram Schmitz       | Bart Voskamp        |
| 5ª     | 14 settembre | Valkenburg > Verviers                       | 181   | Sven Krauß         | Bart Voskamp        |
| 6ª     | 15 settembre | Nuth > Schijndel                            | 191,3 | Rik Reinerink      | Bart Voskamp        |
| Totale | Totale       | Totale                                      | 895   |                    |                     |

## Dettagli delle tappe

### 1ª tappa
- 11 settembre: Eindhoven > Boxmeer – 188,4 km

| Pos. | Corridore      | Squadra         | Tempo    |
| ---- | -------------- | --------------- | -------- |
| 1    | Bobbie Traksel | Rabobank        | 4h22'08" |
| 2    | Gerben Löwik   | Bankgiroloterij | s.t.     |
| 3    | Mathew Hayman  | Rabobank        | s.t.     |

| Pos. | Corridore      | Squadra         | Tempo    |
| ---- | -------------- | --------------- | -------- |
| 1    | Gerben Löwik   | Bankgiroloterij | 4h21'56" |
| 2    | Bobbie Traksel | Rabobank        | a 2"     |
| 3    | Mathew Hayman  | Rabobank        | a 8"     |

### 2ª tappa
- 12 settembre: Boxmeer > Sint-Michielsgestel – 207,7 km

| Pos. | Corridore         | Squadra          | Tempo    |
| ---- | ----------------- | ---------------- | -------- |
| 1    | Rudi Kemna        | Bankgiroloterij  | 4h29'35" |
| 2    | Julien Smink      | Van Hemert Groep | s.t.     |
| 3    | Allan Bo Andresen | EDS-Fakta        | s.t.     |

| Pos. | Corridore      | Squadra         | Tempo    |
| ---- | -------------- | --------------- | -------- |
| 1    | Gerben Löwik   | Bankgiroloterij | 8h51'31" |
| 2    | Bobbie Traksel | Rabobank        | a 2"     |
| 3    | Mathew Hayman  | Rabobank        | a 8"     |

### 3ª tappa
- 13 settembre: Valkenburg > Valkenburg – 116,2 km

| Pos. | Corridore       | Squadra         | Tempo    |
| ---- | --------------- | --------------- | -------- |
| 1    | Bart Voskamp    | Bankgiroloterij | 2h45'56" |
| 2    | Roman Luhovyy   |                 | s.t.     |
| 3    | Michael Boogerd | Rabobank        | s.t.     |

| Pos. | Corridore       | Squadra         | Tempo     |
| ---- | --------------- | --------------- | --------- |
| 1    | Bart Voskamp    | Bankgiroloterij | 11h37'33" |
| 2    | Mathew Hayman   | Rabobank        | a 2"      |
| 3    | Michael Boogerd | Rabobank        | a 4"      |

### 4ª tappa
- 13 settembre: Valkenburg > Valkenburg (cron. individuale) – 10,3 km

| Pos. | Corridore       | Squadra         | Tempo  |
| ---- | --------------- | --------------- | ------ |
| 1    | Bram Schmitz    | Bankgiroloterij | 13'26" |
| 2    | Michael Boogerd | Rabobank        | a 1"   |
| 3    | Bart Voskamp    | Bankgiroloterij | a 2"   |

| Pos. | Corridore       | Squadra         | Tempo     |
| ---- | --------------- | --------------- | --------- |
| 1    | Bart Voskamp    | Bankgiroloterij | 11h51'00" |
| 2    | Bram Schmitz    | Bankgiroloterij | a 2"      |
| 3    | Michael Boogerd | Rabobank        | a 3"      |

### 5ª tappa
- 14 settembre: Valkenburg > Verviers – 181 km

| Pos. | Corridore         | Squadra      | Tempo    |
| ---- | ----------------- | ------------ | -------- |
| 1    | Sven Krauß        |              | 4h36'58" |
| 2    | Thorwald Veneberg | Rabobank     | s.t.     |
| 3    | Claudio Astolfi   | Acqua & Sap. | s.t.     |

| Pos. | Corridore       | Squadra         | Tempo     |
| ---- | --------------- | --------------- | --------- |
| 1    | Bart Voskamp    | Bankgiroloterij | 16h28'23" |
| 2    | Bram Schmitz    | Bankgiroloterij | a 2"      |
| 3    | Michael Boogerd | Rabobank        | a 3"      |

### 6ª tappa
- 15 settembre: Nuth > Schijndel – 191,3 km

| Pos. | Corridore           | Squadra         | Tempo    |
| ---- | ------------------- | --------------- | -------- |
| 1    | Rik Reinerink       | Bankgiroloterij | 4h31'17" |
| 2    | Richard Slabbekoorn |                 | s.t.     |
| 3    | Ronald Mutsaars     | Rabobank        | a 1'07"  |

| Pos. | Corridore       | Squadra         | Tempo     |
| ---- | --------------- | --------------- | --------- |
| 1    | Bart Voskamp    | Bankgiroloterij | 21h08'16" |
| 2    | Bram Schmitz    | Bankgiroloterij | a 2"      |
| 3    | Michael Boogerd | Rabobank        | a 3"      |

## Classifiche finali

### Classifica generale
| Pos. | Corridore           | Squadra                 | Tempo     |
| ---- | ------------------- | ----------------------- | --------- |
| 1    | Bart Voskamp        | Bankgiroloterij-Batavus | 21h08'16" |
| 2    | Bram Schmitz        | Bankgiroloterij-Batavus | a 2"      |
| 3    | Michael Boogerd     | Rabobank                | a 3"      |
| 4    | David George        |                         | a 20"     |
| 5    | Marcel Strauss      | Gerolsteiner            | a 33"     |
| 6    | Bert Hiemstra       | Bankgiroloterij-Batavus | s.t.      |
| 7    | Kyrylo Pospjejev    | Acqua & Sapone          | a 37"     |
| 8    | Thierry De Groote   | Palmans-Collstrop       | a 42"     |
| 9    | Mathew Hayman       | Rabobank                | a 45"     |
| 10   | Rafael Mateos Perez | Team Colpack-Astro      | a 47"     |